# کاپیتان آمریکا: نخستین انتقام‌جو (موسیقی متن)
«کاپیتان آمریکا: نخستین انتقام‌جو» آلبومی از هنرمند اهل ایالات متحده آمریکا آلن سیلوستری است که در سال ۲۰۱۱ میلادی منتشر شد. این آلبوم موسیقی متن فیلمی به همین نام است.